# 春夏秋冬四節
春夏秋冬四節，是北洋政府對四個中國傳統節日的春節（農曆新年）、清明節、端午節、中秋節的稱呼，並訂為國定假日。

## 由來
內務部民治司第一科呈  大總統      
總長 朱啟鈐（蓋章）             
事由：呈擬規定四節            
為呈請事，竊自新邦肇造，陽曆紀元所以利國際之交通，定會計之年度，允宜垂為令甲，昭示來茲，但乘時布令，當循世界之大同，而通俗宜民，應從社會之習慣。故日本維新以來，改正曆法，推行以漸，民間風俗之所關係，悉屬因仍未改，春秋佳日，舉國嬉嬉，或修祓禊，或隆報饗，歲時景物，猶見唐風，良以徵引故事，點綴承平，不但為經濟之節宣，且可助精神之活潑。我國舊俗，每於四時令節，遊觀祈獻，比戶同風，固由作息之常情，亦關人民之生計。本部風俗，衡度民時，以為對於此類習慣，警察、官吏未便加以干涉，即應明白規定，俾有率循。擬請：定陰曆元旦為春節，端午為夏節，中秋為秋節，冬至為冬節。凡我國民均得休息，在公人員亦准給假一日，本部為順從民意起見，是否有當？理合呈請  大總統鑒核施行。謹呈  
大總統 內務總長                   
中華民國三年一月二十一日
袁大總統批曰：“據呈已悉，應即照准，此批”。
而後，內務部將此令頒行全國。

內務部訓令第  號（另令順天府尹，步軍統領，警察廳類同）
中華民國三年一月二十三日
令各省民政長，
新邦肇造，陽曆紀元所以利交通而便會計，允宜垂為令甲，其四時令節，關於社會風俗人民生計，本部衡度民時，對於此類習慣，未便干涉，呈明大總統：以陰曆元旦為春節，端午為夏節，中秋為秋節，冬至為冬節，國民均得休息，在公人員亦准給假一日，以順民意，而從習慣等因，奉  大總統批：“據呈已悉，應即照准，此批”。奉此，除電知外，合行抄錄原呈，令行該民政查照，並轉行各機關知悉，此令。